# Chanfaina
La chanfaina es una receta tradicional típica de algunos puntos de España (Extremadura, región leonesa —Salamanca, León, Zamora— o Elche, entre otros), y de países y regiones de tradición hispánica como Perú, Bolivia, Colombia, Guatemala, Ecuador, El Salvador, México, Nicaragua, Chile, Honduras y Argentina.
Los ingredientes básicos de este guiso son: carne de cordero, patas de cordero, sangre cocida, cebolla, ajo, laurel y guindilla. Lo básico y común es casquería, a la que se le puede añadir arroz, pan (como en las sopas), fideos, habas u otra legumbre o más modernamente patatas; y después es sazonada con sangre, pimentón y huevo duro picado. 
Puede admitir múltiples ingredientes y formas de prepararla. Por ejemplo, en Salamanca se le añade arroz y pimientos y a veces huevo duro. Semejante a la chanfaina son las sopas y arroces que se hacen con botillo, sabadiego o androlla, y los arroces de monte, con carnes de caza y setas, también muy comunes en toda la Región de León.
En Portugal existe un plato similar denominado chanfana, pero con otras características. Y en Galicia denominan chanfaino al chorizo de sábado o sabadiego o a la pellejera (androya). En Cataluña y Valencia se denomina samfaina a una guarnición de tomate con pimiento o berenjena.

## Historia
El origen de este plato lo encontramos en los antiguos señoríos, cuando los señores encargaban al pastor que sacrificara algún cordero para comerlo, asado en la manera tradicional. El pastor entregaba las «partes nobles» del animal a los señores, tras separarlas de las entrañas. Entonces, con las «partes innobles» del cordero, preparaba la chanfaina en la forma en que hoy conocemos. En Fuente de Cantos (Badajoz) hay un fin de semana entero dedicado a la "fiesta de la Chanfaina" conocida su receta en toda España por ser este pueblo prácticamente la cuna de dicha receta y servida en los mejores restaurantes.
Se debe hacer mención a la relación de este plato con el pastor trashumante que hace que pertenezca también a la cocina tradicional de puntos del norte de la montaña oriental leonesa como Prioro, cuna de pastores trashumantes, que en sus viajes a Extremadura se hicieron eco de la receta y la acercaron al norte de León, aunque lo más probable es que fuera al revés, puesto que durante mucho tiempo, los pastores trashumantes iban al sur, que era una zona despoblada, por el peligro de invasiones de los musulmanes

## Variantes españolas

### Extremadura

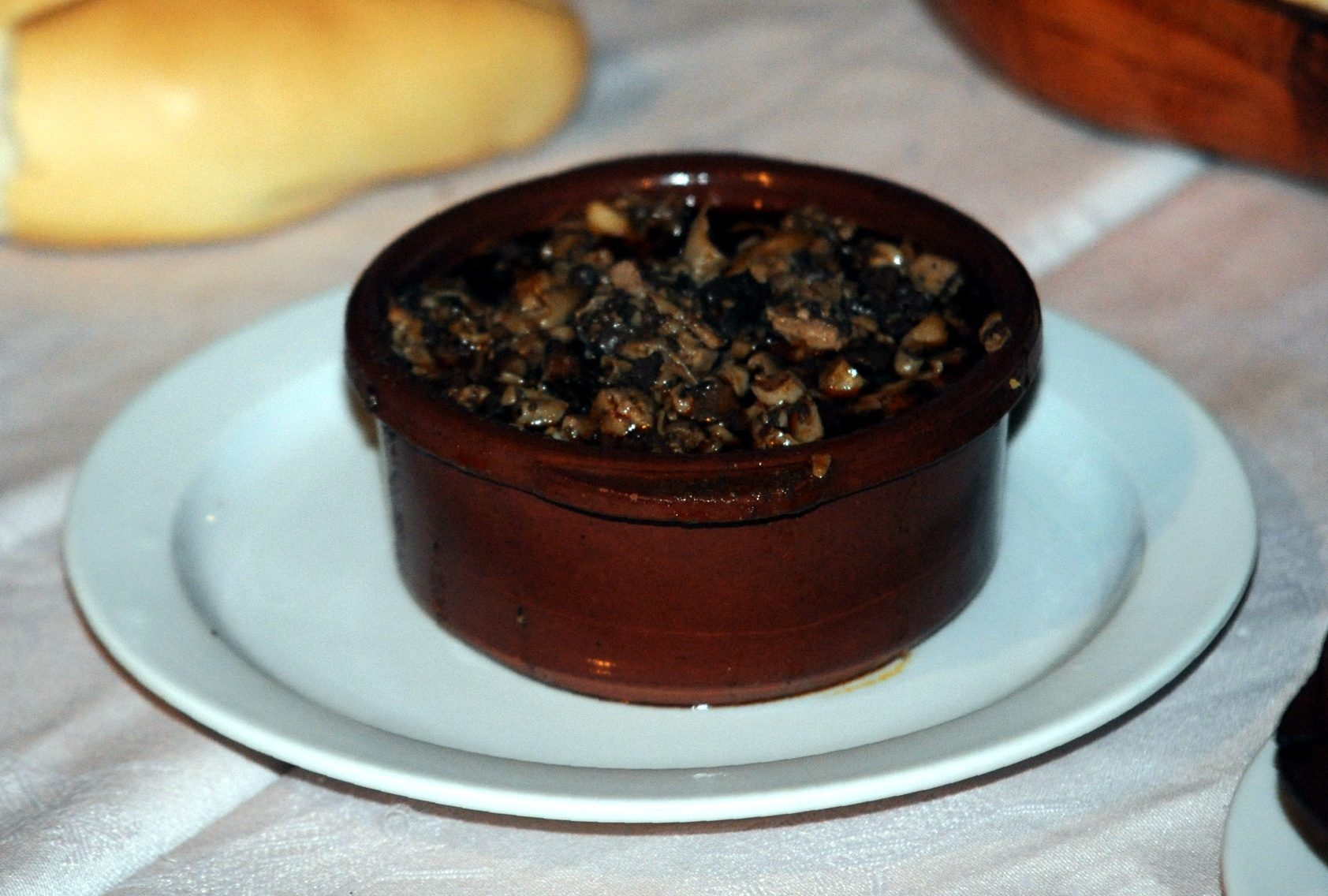
Chanfaina de Ceclavín (Cáceres)

Los ingredientes cárnicos pueden ser: hígado, bofe (pulmones), corazón, riñones, tripas y pequeña cantidad de carne de falda (todo de cordero) cortados a trozos pequeños y regulares. Con ello se emplean los siguientes aliños: aceite, cebollas, ajos, laurel, pimiento, una guindilla, una "pizca" de puré de tomate (natural) y vino blanco. Para su preparación se lavan las tripas repetidas veces con agua, utilizando para los callos un poco de cal apagada para quitar cualquier resto de suciedad. Acto seguido se cuecen con sal y se trocean en trozos pequeños. También se cuece la sangre y se encallan (escaldan) el resto de las asaduras troceándolo todo. Una vez preparado esto, se pone el aceite en el caldero con ajo, laurel, pimiento, y guindilla. Cuando estén dorados se sacan, se echan en el mortero. A continuación se pone cebolla en el caldero y una vez frita se aparta con los anteriores aliños, majándolo todo. Se echa la carne sazonada con sal y se pone a retraerse fuego lento procurando que no se pegue, rehogándola con vino blanco y agua, si hace falta. Cuando la carne comienza a ponerse blanda (de 30 a 45 minutos) se le añaden los aliños con un poco de puré de tomate (apenas ha de notarse) dejándola hervir.

### Región de León

#### Salamanca
La variante más importante en la cocina salmantina, es que incluye arroz y huevo duro picado. Además se especia fuertemente con comino, quedando un sabor muy intenso a la vez que agradable.

#### La Cepeda, León
En La Cepeda, comarca del noroeste de León, se elabora con sangre cocida, y la fritura de asadura, menudos y patas de cabrito o cordero, cebolla y guisantes. Esta preparación se sazona con pimentón, ajo, laurel, tomillo vino blanco y aceite (o manteca).

#### El Bierzo, León
La más contundente dentro de la familia de las chanfainas y las sopas; pues en esta gran comarca leonesa se hace con callos de ternera o vaca, embutido de gocho, cordero, habas blancas y alguna patata.

### Andalucía

#### Antequera
Se trata de una salsa espesa que acompaña generalmente a las asaduras de cerdo, cordero o conejo. Se cocina a base de ajo, pan, vinagre, pimienta, aceite, orégano, pimentón y pimiento rojo seco.

#### Axarquía
En la comarca malagueña de la Axarquía y, concretamente en la villa de Totalán, se conoce como chanfaina a un guiso de patata a la que se le añade chorizo en asadura o morcilla y se condimenta con hierbas.
A finales de noviembre se celebra en Totalán la fiesta de la chanfaina.

## Variantes americanas
Lógicamente los platos de la cocina peninsular pasaron a América, adaptándose a los ingredientes disponibles.

### Argentina
Desde el siglo XVI aparece en el noroeste de Argentina (particularmente en Tucumán, Salta y Jujuy donde se condimenta con pimentón, pimientos, ají y comino).

### México

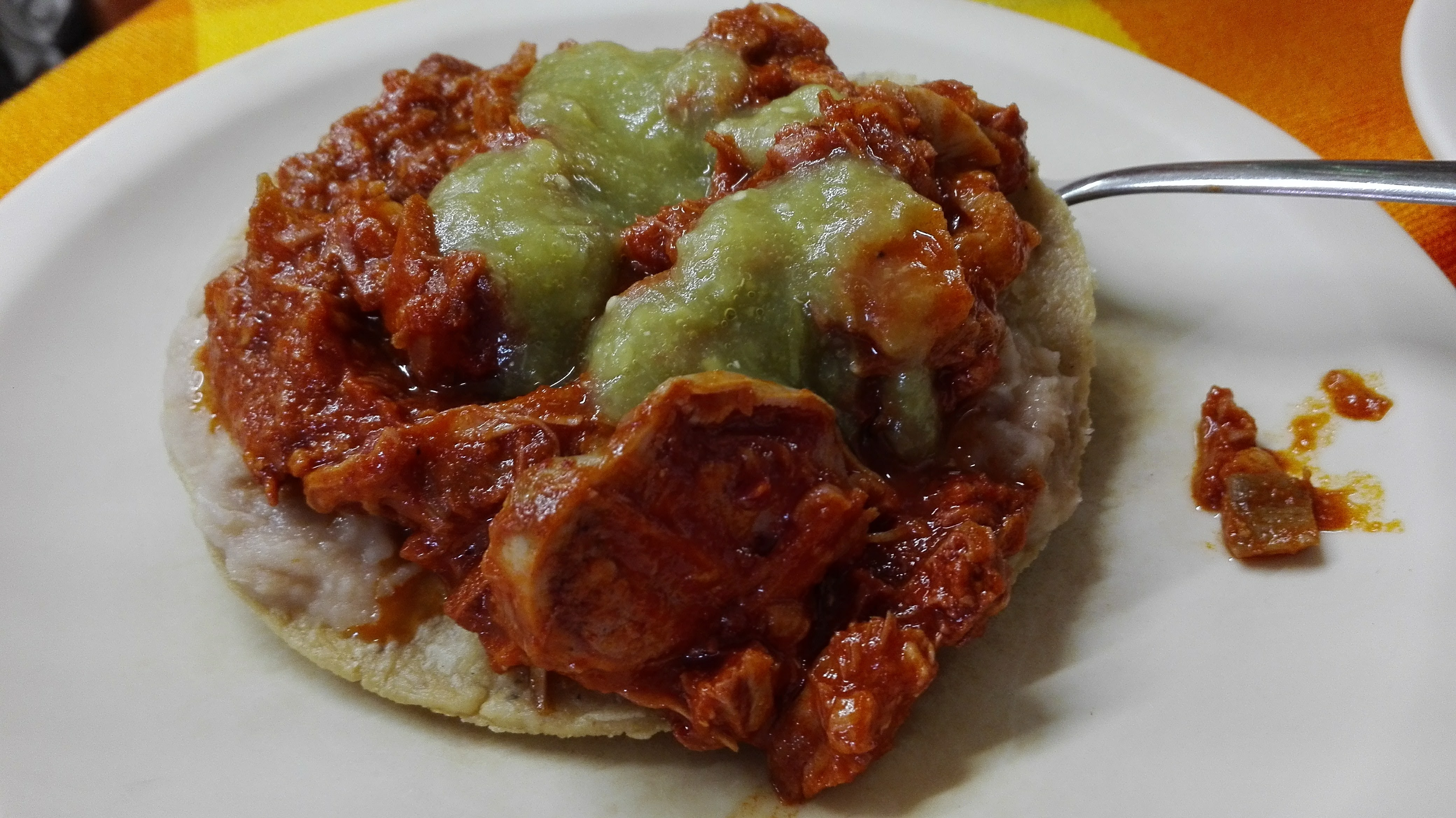
Tostada de chanfaina mexicana

En el norte de México, en el estado de Nuevo León, se conoce como fritada de cabrito estilo Nuevo León (cabrito en su sangre). En el sur de México, en la ciudad de Chiapa de Corzo (Chiapas) se prepara con menudencias o vísceras de res. En muchas zonas de México es un plato habitual en comunidades o pueblos pequeños cuando se sacrifican animales (res o cerdo). Las vísceras se reservan para la chanfaina, mientras que las carnes para guiso. Puede ser un guiso de consistencia seca o caldosa. Se prepara con las vísceras frescas y una salsa espesa hecha con chiles y especias, aunque las recetas son muy diversas.

#### Chanfaina tuxtleca
La característica de este platillo es que se elabora con vísceras de res, como panza, hígado, jitomate asado, pimienta, diente de ajo, laurel, perejil, tomillo y orégano. Es un guiso caldoso.